# Панютине (Оріхівський район)
Панютине — колишнє село в Оріхівському районі Запорізької області.
Запорізька обласна рада рішенням від 22 лютого 2007 року в Оріхівському районі виключила з облікових даних село Панютине Омельницької сільради.

## Відома особа
Уродженцем села є Зубков Віктор Захарович (1943) — радянський футболіст, український тренер.